# Piramide Güímarja
Piramide Güímarja je šest pravokotnih terasastih struktur v obliki piramide, zgrajenih iz kamna lave brez uporabe malte. So v okrožju Chacona, delu mesta Güímar na otoku Tenerife na Kanarskih otokih v Španiji. Strukture so datirane v 19. stoletje našega štetja in so bile prvotno morda stranski produkt sodobnih kmetijskih tehnik. Te piramide so visoke kar 12 metrov.
Druge piramide, ki uporabljajo enake metode in materiale za gradnjo, je mogoče najti na različnih lokacijah na Tenerifih. V samem Güímarju je bilo devet piramid, od katerih jih je ohranjenih le šest.

## Zgodovina raziskav

### Hipoteza Thora Heyerdahla
Leta 1990 je pustolovec in založnik Thor Heyerdahl izvedel za 'kanarske piramide' tako, da je prebral članek Francisca Padróna v časopisu Tenerife Diario de Avisos, v katerem je podrobno opisal »prave piramide na Kanarskih otokih«. Ker je Heyerdahl domneval o čezatlantski povezavi med Egiptom in Srednjo Ameriko, so ga začele zanimati piramide Güímar in se je preselil na Tenerife. Tam je Heyerdahl raziskoval možne vzporednice med kanarskimi terasnimi strukturami in piramidnimi strukturami v Egiptu in Srednji Ameriki v predkolumbovski Mezoameriki kot obrednih območjih.
Heyerdahl je domneval, da so kanarske piramide oblikovale časovno in geografsko postajo na potovanjih med starim Egiptom in civilizacijo Majev, kar je sprožilo polemiko, v kateri so sodelovali zgodovinarji, ezoteriki, arheologi, astronomi in tisti, ki jih zgodovina na splošno zanima.

### Astronomske raziskave in prostozidarstvo
Leta 1991 so raziskovalci Canary Institute of Astrophysics pokazali, da dolge stranice nekaterih struktur v Güímarju označujejo smer obeh solsticijev. Glavna omejevalna stena kaže na sončni zahod ob poletnem solsticiju, piramide pa imajo na zahodni strani stopnice, ki so obrnjene v smeri vzhajajočega sonca ob zimskem solsticiju. Tudi stoječ na ploščadi največje piramide je na dan poletnega solsticija možno doživeti dvojni sončni zahod, saj sonce najprej zaide za vrh gore, nato se spet pojavi izza gore in drugič zaide za goro sosednjega vrha. Nemogoče pa je samo na podlagi teh opazovanj sklepati, kakšen je bil namen graditeljev oziroma datum gradnje.
Raziskovalci so leta 2005 izdali knjigo z naslovom Las Pirámides de Güímar: mito y realidad (Güímarjeve piramide: mit in resničnost), v kateri nakazujejo, da so bile solsticijske usmeritve piramid potencialno motivirane z prostozidarsko simboliko. Avtorji trdijo, da so solsticiji zelo pomembni v simboliki prostozidarstva in da je bil lastnik zemljišča, kjer so bile zgrajene piramide, sam prostozidar. Ta motivacija bi bila le estetska in ne bi v ničemer spremenila temeljne motivacije (kmetijstvo) in datuma izgradnje.

### Arheološka izkopavanja
Med letoma 1991 in 1998 so arheologi Univerze La Laguna izvedli arheološka izkopavanja na najdišču. Predhodne ugotovitve so bile predstavljene na kolokviju leta 1996 in so zagotovile dokaze za datiranje piramid. Glede na predhodni geofizični georadarski pregled je bilo raziskanih osem lokacij ob piramidah, vsaka s površino 25 m², v plasteh do trdnega dna lave. Pri tem je bilo mogoče določiti tri specifične plasti sedimenta. Začenši od vrha so bili to:
1. Plast povprečne debeline 20 cm, sestavljena iz humusne zemlje z veliko rastlinskimi ostanki in koreninami; sledovi oranja so bili jasno razpoznavni, kot tudi širok spekter najdb, ki jih je lahko datirati iz druge polovice 20. stoletja.
2. Plast povprečne debeline 25 cm, po sestavi podobna prvi plasti, vendar z manj humusa in večjo količino drobnega kamenja; najdenih je bilo veliko različnih najdb, ki bi jih lahko datirali v 19. in 20. stoletje, med katerimi velja posebej omeniti uradni pečat iz leta 1848.
3. Plast debeline med 25 in 150 cm, sestavljena iz majhnih vulkanskih kamnin, najverjetneje postavljenih v enem gibu, ki je izravnal neravni kamen pod njim; kamni so vsebovali zelo malo najdb, večinoma majhno število črepinj lončenine, od katerih je bilo nekaj domačih in nekaj uvoženih, obe vrsti sta bili okvirno ocenjeni kot pripadajoči 19. stoletju. Piramide stojijo stratigrafsko neposredno na vrhu te spodnje plasti, kar omogoča najzgodnejši datum gradnje piramid znotraj 19. stoletja.[7]

Poleg tega so pod mejnim robom ene od piramid odkrili naravno jamo lave. Bila je obzidana in prinesla artefakte iz časa Gvančev. Ker ležijo piramide stratigrafsko nad jamo, lahko najdbe Gvančev med letoma 600 in 1000 našega štetja le podpirajo sklepe o datumu človeške uporabe jame. Zgornja raziskava kaže, da same piramide ne morejo biti starejše od 19. stoletja.

## Sklepi
Sodelujoči arheologi trdijo, da je oblikovanje terasnih struktur sledilo praksam podeželskega prebivalstva 19. stoletja, ki so te strukture ustvarili ob čiščenju obdelovalne zemlje kamenja, ko so kamenje zlagali v te terase.
Heyerdahl je predlagal, da strukture niso bile naključno naloženi kamni. Heyerdahl je vse do svoje smrti verjel v hipotezo, da so piramide povezane z Gvanči. Povezava Gvančev in piramid se še naprej razpravlja tako v Parku piramid kot na njegovi uradni spletni strani.
Apariciova in Estebanova teorija povezuje dejstvo, da so bile piramide zgrajene v 19. stoletju, s priznanjem, da niso le kupi kamnov.

## Etnografski park
Po zaključku izkopavanj leta 1998 je bilo 65.000 m² veliko območje, ki obdaja piramide, dostopno javnosti. Heyerdahl je finančno podpiral svojega prijatelja, kanarskega poslovneža Freda Olsena, ki je lastnik največjega transportnega podjetja na Kanarskih otokih in čigar družina je na otoke prišla z Norveške v 20. stoletju. Informacijski center ponuja obiskovalcem informacije o Heyerdahlovih raziskovalnih potovanjih in njegovih prejšnjih zamislih glede piramid. Dva paviljona vsebujeta eksponate, povezane s Heyerdahlom, skupaj z modeli njegovih čolnov; replika Ra II v izvirni velikosti, med drugim. Kljub zgoraj navedenim sklepom o starosti piramid je Heyerdahl še naprej verjel »v možno povezavo med obstojem piramid in predšpansko civilizacijo na Tenerifu«. Predmeti, najdeni v jami Guanche, so v »muzeju« prikazani na močno povečanih fotografijah, medtem ko je uvožena keramika iz 19. stoletja na informativni tabli omenjena le na kratko – brez ilustracij.